# اگر شبی از شب‌های زمستان مسافری
اگر شبی از شب‌های زمستان مسافری (به ایتالیایی: Se una notte d'inverno un viaggiatore) نام رمانی پست‌مدرن از ایتالو کالوینو است که در سال ۱۹۷۹ منتشر شده‌است.

## ترجمهٔ فارسی
لیلی گلستان این کتاب را به‌فارسی برگردانده است. وی دربارهٔ ترجمهٔ این کتاب گفته‌است: «چون هر قصه با سبک خاص خودش نوشته شده بود، پس کتابی بود با سبک‌های مختلف. هم خوانش آن سخت بود و هم اینکه تا می‌آمدم با سبک یک قصه خو بگیرم قصه تمام می‌شد و قصه‌ای دیگر با سبکی دیگر شروع می‌شد. ترجمهٔ آن بسیار برایم جذاب و درواقع یک‌جور کشتی‌گرفتن با متن بود.»